# Epeolus sigillatus
Epeolus sigillatus är en biart som beskrevs av Johann Dietrich Alfken 1930. Epeolus sigillatus ingår i släktet filtbin, och familjen långtungebin. Inga underarter finns listade i Catalogue of Life.